# Lipa Tylna
Lipa Tylna (deutsch Hinter Lippa, 1938 bis 1945 Hinter Oppendorf) ist ein kleiner Ort in der polnischen Woiwodschaft Ermland-Masuren, der zur Gmina Pisz (Stadt- und Landgemeinde Johannisburg) im Powiat Piski (Kreis Johannisburg) gehört.

## Geographische Lage
Lipa Tylna liegt am Ostufer des Niedersees (polnisch Jezioro Nidzkie) in der südöstlichen Woiwodschaft Ermland-Masuren, zwölf Kilometer südwestlich der Kreisstadt Pisz (deutsch Johannisburg).

## Geschichte
Bis 1945 war Hinter Lippa neben Vorder Lippa (polnisch Lipa Przednia) eine von zwei Ortschaften, die die Landgemeinde Lippa bildeten.
Lippa wurde 1690 als Schatullsiedlung gegründet und bestand aus mehreren kleinen Höfen und Gehöften. 
Von 1874 bis 1945 war das Dorf in den Amtsbezirk Kullik (polnisch Kulik) eingegliedert. 
Im Jahr 1905 zählte Hinter Lippa 81 Einwohner in 13 Häusern.
Im Jahr 1910 waren in der Gemeinde Lippa insgesamt 127 Einwohner gemeldet, im Jahre 1933 waren es 106. Am 3. Juni (amtlich bestätigt am 16. Juli) wurde sie aus politisch-ideologischen Gründen der Abwehr fremdländisch klingender Ortsnamen in „Oppendorf“ umbenannt. Die beiden Ortschaften hießen nunmehr „Vorder Oppendorf“ und „Hinter Oppendorf“. Die Einwohnerzahl belief sich im Jahre 1939 auf wie gehabt 106.
In Kriegsfolge kam die Gemeinde Lippa 1945 mit dem gesamten südlichen Ostpreußen zu Polen. Hier wurden die beiden Ortsteile verselbständigt und erhielten die polnischen Namensformen „Lipa Przednia“ bzw. „Lipa Tylna“. Beide sind heute Ortschaften im Verbund der Stadt- und Landgemeinde Pisz (Johannisburg) im Powiat Piski (Kreis Johannisburg), bis 1998 der Woiwodschaft Suwałki, seitdem der Woiwodschaft Ermland-Masuren zugehörig.

## Religionen
Bis 1945 war Hinter Lippa in die evangelische Kirche Johannisburg in der Kirchenprovinz Ostpreußen der Kirche der Altpreußischen Union sowie in die römisch-katholische Kirche in Johannisburg im Bistum Ermland eingepfarrt.
Heute gehört Lipa Tylna katholischerseits zur Pfarrkirche in Wiartel (deutsch (Groß) Wiartel) im Bistum Ełk der Römisch-katholischen Kirche in Polen, während sich die evangelischen Einwohner zur Kirchengemeinde in der Kreisstadt Pisz halten, die nun zur Diözese Masuren der Evangelisch-Augsburgischen Kirche in Polen gehört.

## Schule
Hinter Lippa ist seit etwa 1800 Schulort.

## Verkehr
Lipa Tylna liegt an einer Nebenstraße, die von Pisz über Turośl (Turoscheln, 1938 bis 1945 Mittenheide) bis nach Łyse in der Woiwodschaft Masowien führt. 